# Вриони (род)
Вриони — один из крупных албанских аристократических родов и один из крупнейших землевладельцев Албании. Род Вриони также известен как «Konaqe» или «Oxhaqe», среди которых наиболее важными являются: Vrioni из Берата и Фиери, Vloraj из Влеры, Toptani из Тираны, Biçakçinjtë из Эльбасана, Dino из Янины и Превезы, Vërlaci из Эльбасана, Bushatllinjtë из Шкодера, Këlcyrajt из Kельцюре, Markagjonët из Мирдиты, и т. д. Знаки отличия титулов, которыми обладали члены этих семей, обычно паша или бей, соответствовали назначенным должностям в османской администрации, центральной или местой, которые даются ферманом или бератом (указом) султана Османской империи.

## История
Многочисленные источники утверждают, что Врионы являются потомками византийской династии Палеологов, возникшей в качестве византийских императоров примерно в середине XI века. После распада Византийской империи Палеологи появились в качестве суверенных князей различных княжеств и распространились по всей Европе: в Венеции или Риме, в России и во Франции. Под влиянием османов часть Палеологов превратилась в мусульман. В своем «путешествии по Греции» Пуквиль, бывший генеральный консул Франции при дворе Али-Паши из Янины, упоминает одного предшественника Вриони, Омара Пашу Вриони I, как преемника одного из ветвей этой династии. То же самое утверждает и Аравантинос в своей «Хронографии Эпира». Эти последние источники показывают, что Вриони появились в Янинской вилайете в середине семнадцатого века как сипахов-тимариотов, именно в районе Берата.

## Османская империя
С момента своего возникновения семья Вриони оказывается интегрированной в Османскую администрацию, и эта традиция продолжалась вплоть до последних дней существования Османской империи на территории Албании. Омер-паша Вриони считался одним из самых известных генералов Османской империи в начале девятнадцатого века, который отличился в боях в Египте против Наполеона и в осаде Месолонгиона. Однако неоспоримым фактом является то, что Вриони были одними из самых видных албанских патриотов. Их патриотический вклад, нередко ставивший их в конфликт интересов не только между собой, но и с возвышенной Портой, которая не стеснялась ссыльных, «дело Мехмета Али-паши Вриони», членов этой семьи. Патриотический вклад усилился благодаря Мехмету Али-паше Вриони, который был членом Центрального комитета по защите прав албанцев, комитета Янины, общества Стамбула и в конечном итоге вице-президентом Призренской лиги в 1878 году, членом которого и был также Омер-паша Вриони II.
Санджак Берат и город Берат находились под господством семьи Вриони в девятнадцатом веке. В Берате существуют памятники, относящиеся к позднему Османскому периоду от семьи Вриони, такие как ворота в бывший дворец и гробницу.

## Декларация независимости Албании
Позднее Илиас-бей Вриони и Сами-бей Вриони были одними из подписавших Декларацию независимости Албании 28 ноября 1912 года. Во время Первой мировой войны, когда албанские земли были заняты со всех сторон, Сами-бей Вриони и Кемаль-бей Вриони попытаются найти спасение на Конгрессе Дурреса в декабре 1918 года, на который они оба были делегатами, представителями Берата. Опять же в 1920 году Ильяз-бей Вриони, бывший президент Ассоциации «Союз», возглавит делегатов Берата на съезд Люшнеса, в состав которого входил Гусейн-бей Вриони, укрепивший основы нового Албанского государства.
Между тем деятельность Вриони носила не только политический, но и культурный характер. Нижет-бей Вриони, член Ассоциации «Союз» и делегат на Конгрессе Триеста в 1913 году, также будет участвовать в качестве делегата на Конгрессе Монастира в 1908 году. Его работа по проблеме албанского языка была продолжена позже Кахреман-беем Вриони в качестве делегата на конгресса в Эльбасане в сентябре 1909 года, который подготовил открытие Эльбасанской школы, для которой Вриони сделал ценный финансовый и педагогический вклад. Первая албанская школа в Берате финансировалась, главным образом, Нижет-беем Вриони и Кареман-беем Вриони.
Среди культурных ценностей, которые Вриони оставили албанцам, было создание города Фиер в 1864 году. Работу начал Омер-паша Вриони II с помощью французского архитектора, чье имя не могло сохраниться в смутной истории Албании, и продолжил его сын Кареман-бей Вриони.

## Албанская диктатура (1945—1949)
С приходом к власти диктаторского режима после Второй мировой войны Вриони были заклеймены идеологами «классового конфликта» как символ предателей нации и классовых врагов. На протяжении четырех последовательных десятилетий во всех учебниках Вриони изображались кровопийцами и сподвижниками всех врагов на протяжении веков албанской нации, превращаясь таким образом в идеального врага диктаторского режима.
Диктаторский режим экспроприировал и национализировал все имущество Вриони и уничтожил большую часть их культурного наследия, в том числе исторические поместья в Берате в 1947 году, из которых сохранился только тот район, где в мае 1944 года проходила конференция Берата. Террор диктатуры, были казнены через повешение и расстрел, заключены и сосланы в концентрационные лагеря и лагеря принудительного труда почти все члены этой семьи, которых явно больше, чем упомянутые выше имена.
В 1946 году останки Илиаса-бея Вриони, одного из подписавших Декларацию независимости, были эксгумированы и брошены в реку Осуми. В 1947 году Сами-бей Вриони, еще один подписавший Декларацию независимости, умер под пытками. Кемаль-бей Вриони был казнен в 1950 году. В 1947 году Изедин-бей Вриони был забит до смерти в местном полицейском участке (его останки до сих пор не найдены). Кахреман-бей Вриони умер при невыясненных обстоятельствах в 1955 году. Нермин Вриони умер бездомным, страдая слабоумием. Ирфан-бей Вриони был приговорен к пожизненному заключению. Юсуф Вриони приговорен к 15 годам лишения свободы.

## Известные члены семьи
- Омер Вриони I, крупный османский военный деятель во время Греческой войны за независимость.

- Омер Паша Вриони II (1839—1928), член Албанской Призренской лиги 1878 года, член Высшего Регентского совета, основатель города Фиер (1864 год)

- Мехмет Али Паша Вриони (1842—1895), вице-президент Призренской лиги, член Центрального Комитета по защите прав албанцев, член Комитета Янины, член общества Стамбула.

- Илиаз Бей Вриони (1882—1932), сын Мехмет Али Паши Вриони, политик и землевладелец, подписавший Декларацию Независимости Албании 28 ноября 1912 года, председатель делегации Берата на съезде в Люшне, председатель союзного объединения

- Сами Бей Вриони (1885—1946), сын Омера Паши Вриони II, албанский политик, подписавший Декларацию независимости Албании 28 ноября 1912 года, председатель делегации Берата на Дурресском конгрессе 25 декабря 1918 года

- Кемаль Бей Вриони (1885—1952), албанский политик, делегат Берата на конгрессе Дурреса 25 декабря 1918 года

- Хусейн Бей Вриори (1881—1944), сенатор Конгресса в Люшне 31 января 1920 года

- Нижет Бей Вриони (1877—1920), делегат на съезде Монастира в 1908 году, делегат на съезде Триеста в 1913 году, член Союзного объединения

- Кахреман Паша Вриони, делегат съезда в Эльбасане 2-8 сентября 1909 года. Финансировал открытие Эльбасанского педагогического института наряду с Нижет-беем Вриони и Исламом-беем Вриони, которые были одними из первых его профессоров. Открыл первую школу на албанском языке в Берате вместе с Нижет-беем Вриони.

- Мохаррам Бей Вриони, командующий египетским флотом, губернатор Александрии, зять Мухаммеда Али, правителя Египта.

## Вриони в составе правительства Албании
- Илиаз Бей Вриони (1882—1932), премьер-министр Албании (1920—1921, 1921, 1924), министр иностранных дел (1924, 1927, 1927—1928, 1928—1929), полномочный министр королевства Албании (1925—1926), заместитель министра юстиции.

- Омер Паша Вриони II (1839—1928), член Высшего Регентского совета (24 декабря 1921 года — 11 марта 1922 года)

- Хусейн Бей Вриони (1881—1944), министр иностранных дел (1925—1927, 1931—1932), министр юстиции (1921—1923).

- Азиз Паша Вриони (1859—1919), министр общественных работ (1915—1916), министр финансов (1913—1914) и министр сельского хозяйства (1914).

- Сами Бей Вриони (1876—1947), министр общественных работ (1919—1920), министр сельского хозяйства (1918—1919), министр внутренних дел (1919—1920).

- Кемаль Бей Вриони (1885—1952), министр финансов (1940—1941).

- Дильбер Вриони (род. 1946), вице-премьер Албании (1994—1996), министр финансов (1994—1996), министр приватизации (1996—1997), управляющий Государственным банком.

- Юсуф Вриони (1916—2001), албанский переводчик и дипломат, сын Илиаза-Бея Вриони.